# Jasionka (potok)
Jasionka – potok fliszowy płynący w gminie Dukla.
Jest prawobrzeżny dopływem Jasiołki. Ma długość ok. 6 km. Potok posiada dwa źródła, które są zlokalizowane na Górze Cergowskiej. Potoki płynące ze źródeł łączą się na terenie Jasionki. Jasionka wpada do Jasiołki na terenie wsi Cergowa.
Jasionka została uwzględniona w ocenie jakości wód rzeki Wisłoki z roku 2005. Potok dostał ocenę potencjalnego zagrożenia.
Potok został wymieniony Rozporządzeniu Rady Ministrów z dnia 17 grudnia 2002 r. w sprawie śródlądowych wód powierzchniowych lub części stanowiących własność publiczną jako istotny dla kształtowania zasobów wodnych oraz ochrony przeciwpowodziowej.
Jasionka (pod nazwą Yessone) została wymieniona w akcie lokacyjnym wsi Jasionka, autorstwa biskupa przemyskiego Eryka w 1386 roku. Biskup wyraził też zgodę, by sołtys wybudował młyn nad rzeczką.